# William Burdon (MP)
William Wharton Burdon (1803–1870) foi um inglês membro do parlamento pelo partido Whig que representou Weymouth e Melcombe Regis de 1835 a 1837.
Ele era filho de William Burdon, e matriculou-se no Emmanuel College, Cambridge em 1817. Ele residia em Hartford Hall, nos arredores de Bedlington, uma mansão construída para o seu pai pelo arquiteto William Stokoe.
Burdon não se casou, e a sua propriedade foi para Augustus Edward de Butts, um primo de segundo grau, que adotou o sobrenome Burdon.